# Ziyu Liu
Ziyu Liu (Shandong, 11 maggio 1998) è un pianista cinese.

## Biografia
Ziyu Liu ha studiato sotto la guida del maestro Ling Yuan al Central Conservatory of Music di Beijing. Nel 2015 ha seguito un corso di perfezionamento alla Hochschule für Musik, Theater und Medien Hannover, avendo come insegnanti Ewa Kupiec e Arie Vardi.
Ha tenuto concerti in prestigiosi teatri quali il Elbphilharmonie di Amburgo, la Weimarhalle, il "National Centre for the Performing Arts" di Beijing, il "Shanghai Concert Hall" e il "Shandong Grand Theatre". Si è esibito con l'Orchestra del Teatro Carlo Felice di Genova, la Jenaer Philharmonie di Jena e l'Orchestra filarmonica Mihail Jora di Bacău in Romania. Ha partecipato al Festival di Salisburgo, al Weimar Music Festival e al Coburg Music Festival di Coburgo. 
Nel 2019 ha vinto il primo premio della 70ª edizione del Concorso internazionale di musica Viotti di Vercelli, e il primo premio della "Singapore International Piano Competition".